# Lucena City
Lucena City är en stad i Filippinerna och är administrativ huvudort för provinsen Quezon, som ligger i regionen Calabarzon. Den har 196 075 invånare (folkräkning 1 maj 2000).
Staden är indelad i 33 smådistrikt, barangayer, varav samtliga är klassificerade som tätortsdistrikt.